# Vila Moreira
Vila Moreira ist ein Dorf und eine ehemalige Gemeinde (Freguesia) im portugiesischen Kreis Alcanena. Die Freguesia hatte 974 Einwohner (Stand 30. Juni 2011).

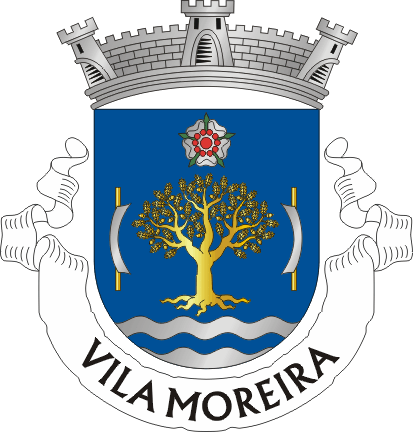
Das Wappen der ehemaligen Freguesia

Am 29. September 2013 wurden die Freguesias Vila Moreira und Alcanena zur neuen Freguesia União das Freguesias de Alcanena e Vila Moreira zusammengefasst.